# Producte d'experts
Product of experts (PoE) és una tècnica d'aprenentatge automàtic. Modela una distribució de probabilitat combinant la sortida de diverses distribucions més simples. Va ser proposat per Geoffrey Hinton, juntament amb un algorisme per entrenar els paràmetres d'aquest sistema.
La idea bàsica és combinar diverses distribucions de probabilitat ("experts") multiplicant les seves funcions de densitat, fent que la classificació PoE sigui semblant a una operació "i". Això permet a cada expert prendre decisions sobre la base d'unes quantes dimensions sense haver de cobrir tota la dimensionalitat d'un problema.
Això està relacionat amb (però molt diferent d'un model de barreja, on es combinen diverses distribucions de probabilitat mitjançant una operació "o", que és una suma ponderada de les seves funcions de densitat.